# Danh sách tiểu hành tinh: 7601–7700
| Tên                 | Tên đầu tiên | Ngày phát hiện       | Nơi phát hiện           | Người phát hiện                                        |
| ------------------- | ------------ | -------------------- | ----------------------- | ------------------------------------------------------ |
| 7601 -              | 1994 US1     | 25 tháng 10 năm 1994 | Kushiro                 | S. Ueda, H. Kaneda                                     |
| 7602 Yidaeam        | 1994 YW1     | 31 tháng 12 năm 1994 | Oizumi                  | T. Kobayashi                                           |
| 7603 Salopia        | 1995 OA2     | 25 tháng 7 năm 1995  | Church Stretton         | S. P. Laurie                                           |
| 7604 Kridsadaporn   | 1995 QY2     | 31 tháng 8 năm 1995  | Siding Spring           | R. H. McNaught                                         |
| 7605 -              | 1995 SR1     | 21 tháng 9 năm 1995  | Trạm Catalina           | T. B. Spahr                                            |
| 7606 -              | 1995 SV2     | 20 tháng 9 năm 1995  | Kushiro                 | S. Ueda, H. Kaneda                                     |
| 7607 Billmerline    | 1995 SB13    | 18 tháng 9 năm 1995  | Kitt Peak               | Spacewatch                                             |
| 7608 Telegramia     | 1995 UO1     | 22 tháng 10 năm 1995 | Kleť                    | J. Tichá                                               |
| 7609 -              | 1995 WX3     | 18 tháng 11 năm 1995 | Nachi-Katsuura          | Y. Shimizu, T. Urata                                   |
| 7610 Sudbury        | 1995 XB      | 3 tháng 12 năm 1995  | Sudbury                 | D. di Cicco                                            |
| 7611 Hashitatsu     | 1996 BW1     | 23 tháng 1 năm 1996  | Oizumi                  | T. Kobayashi                                           |
| 7612 -              | 1996 CN2     | 12 tháng 2 năm 1996  | Kushiro                 | S. Ueda, H. Kaneda                                     |
| 7613 ʻAkikiki       | 1996 DK      | 16 tháng 2 năm 1996  | Haleakala               | NEAT                                                   |
| 7614 Masatomi       | 1996 EA      | 2 tháng 3 năm 1996   | Oizumi                  | T. Kobayashi                                           |
| 7615 -              | 1996 TA11    | 9 tháng 10 năm 1996  | Kushiro                 | S. Ueda, H. Kaneda                                     |
| 7616 Sadako         | 1996 VF2     | 6 tháng 11 năm 1996  | Oizumi                  | T. Kobayashi                                           |
| 7617 -              | 1996 VF30    | 7 tháng 11 năm 1996  | Kushiro                 | S. Ueda, H. Kaneda                                     |
| 7618 Gotoyukichi    | 1997 AU4     | 6 tháng 1 năm 1997   | Oizumi                  | T. Kobayashi                                           |
| 7619 -              | 1997 AP21    | 13 tháng 1 năm 1997  | Nachi-Katsuura          | Y. Shimizu, T. Urata                                   |
| 7620 Willaert       | 4077 P-L     | 24 tháng 9 năm 1960  | Palomar                 | C. J. van Houten, I. van Houten-Groeneveld, T. Gehrels |
| 7621 Sweelinck      | 4127 P-L     | 24 tháng 9 năm 1960  | Palomar                 | C. J. van Houten, I. van Houten-Groeneveld, T. Gehrels |
| 7622 Pergolesi      | 6624 P-L     | 24 tháng 9 năm 1960  | Palomar                 | C. J. van Houten, I. van Houten-Groeneveld, T. Gehrels |
| 7623 Stamitz        | 9508 P-L     | 17 tháng 10 năm 1960 | Palomar                 | C. J. van Houten, I. van Houten-Groeneveld, T. Gehrels |
| 7624 Gluck          | 1251 T-1     | 25 tháng 3 năm 1971  | Palomar                 | C. J. van Houten, I. van Houten-Groeneveld, T. Gehrels |
| 7625 Louisspohr     | 2150 T-2     | 29 tháng 9 năm 1973  | Palomar                 | C. J. van Houten, I. van Houten-Groeneveld, T. Gehrels |
| 7626 Iafe           | 1976 QL2     | 20 tháng 8 năm 1976  | El Leoncito             | Felix Aguilar Observatory                              |
| 7627 Wakenokiyomaro | 1977 DS4     | 18 tháng 2 năm 1977  | Kiso                    | H. Kosai, K. Hurukawa                                  |
| 7628 Evgenifedorov  | 1977 QY      | 19 tháng 8 năm 1977  | Nauchnij                | N. S. Chernykh                                         |
| 7629 Foros          | 1977 QK1     | 19 tháng 8 năm 1977  | Nauchnij                | N. S. Chernykh                                         |
| 7630                | 1979 MR2     | 25 tháng 6 năm 1979  | Siding Spring           | E. F. Helin, S. J. Bus                                 |
| 7631 Vokrouhlický   | 1981 WH      | 20 tháng 11 năm 1981 | Anderson Mesa           | E. Bowell                                              |
| 7632 Stanislav      | 1982 UT5     | 20 tháng 10 năm 1982 | Nauchnij                | L. G. Karachkina                                       |
| 7633 Volodymyr      | 1982 UD7     | 21 tháng 10 năm 1982 | Nauchnij                | L. G. Karachkina                                       |
| 7634 Shizutani-Kou  | 1982 VO3     | 14 tháng 11 năm 1982 | Kiso                    | H. Kosai, K. Hurukawa                                  |
| 7635                | 1983 VH1     | 6 tháng 11 năm 1983  | Kleť                    | A. Mrkos                                               |
| 7636 Comba          | 1984 CM      | 5 tháng 2 năm 1984   | Anderson Mesa           | E. Bowell                                              |
| 7637 -              | 1984 DN      | 23 tháng 2 năm 1984  | La Silla                | H. Debehogne                                           |
| 7638 Gladman        | 1984 UX      | 16 tháng 10 năm 1984 | Anderson Mesa           | E. Bowell                                              |
| 7639 Offutt         | 1985 DC1     | 21 tháng 2 năm 1985  | Harvard                 | Oak Ridge Observatory                                  |
| 7640 Marzari        | 1985 PX      | 14 tháng 8 năm 1985  | Anderson Mesa           | E. Bowell                                              |
| 7641 -              | 1986 TT6     | 5 tháng 10 năm 1986  | Piwnice                 | M. Antal                                               |
| 7642 -              | 1988 TZ      | 13 tháng 10 năm 1988 | Kushiro                 | S. Ueda, H. Kaneda                                     |
| 7643 -              | 1988 VQ1     | 6 tháng 11 năm 1988  | Yorii                   | M. Arai, H. Mori                                       |
| 7644 Cslewis        | 1988 VR5     | 4 tháng 11 năm 1988  | Kleť                    | A. Mrkos                                               |
| 7645 Pons           | 1989 AC2     | 4 tháng 1 năm 1989   | Kleť                    | A. Mrkos                                               |
| 7646 -              | 1989 KE      | 29 tháng 5 năm 1989  | Palomar                 | H. E. Holt                                             |
| 7647 Etrépigny      | 1989 SR2     | 16 tháng 9 năm 1989  | La Silla                | E. W. Elst                                             |
| 7648 Tomboles       | 1989 TB1     | 8 tháng 10 năm 1989  | Kani                    | Y. Mizuno, T. Furuta                                   |
| 7649 Bougainville   | 1990 SV5     | 22 tháng 9 năm 1990  | La Silla                | E. W. Elst                                             |
| 7650 Kaname         | 1990 UG      | 16 tháng 10 năm 1990 | Geisei                  | T. Seki                                                |
| 7651 Villeneuve     | 1990 VD6     | 15 tháng 11 năm 1990 | La Silla                | E. W. Elst                                             |
| 7652 -              | 1991 RL5     | 13 tháng 9 năm 1991  | Palomar                 | H. E. Holt                                             |
| 7653 -              | 1991 UV      | 18 tháng 10 năm 1991 | Kushiro                 | S. Ueda, H. Kaneda                                     |
| 7654 -              | 1991 VV3     | 11 tháng 11 năm 1991 | Kushiro                 | S. Ueda, H. Kaneda                                     |
| 7655 Adamries       | 1991 YM1     | 28 tháng 12 năm 1991 | Đài quan sát Tautenburg | F. Börngen                                             |
| 7656 Joemontani     | 1992 HX      | 24 tháng 4 năm 1992  | Kitt Peak               | Spacewatch                                             |
| 7657 Jefflarsen     | 1992 HK1     | 25 tháng 4 năm 1992  | Kitt Peak               | Spacewatch                                             |
| 7658 -              | 1993 BM12    | 22 tháng 1 năm 1993  | Kushiro                 | S. Ueda, H. Kaneda                                     |
| 7659 -              | 1993 CP1     | 15 tháng 2 năm 1993  | Kushiro                 | S. Ueda, H. Kaneda                                     |
| 7660 -              | 1993 VM1     | 5 tháng 11 năm 1993  | Siding Spring           | R. H. McNaught                                         |
| 7661 Reincken       | 1994 PK38    | 10 tháng 8 năm 1994  | La Silla                | E. W. Elst                                             |
| 7662 -              | 1994 RM1     | 3 tháng 9 năm 1994   | Nachi-Katsuura          | Y. Shimizu, T. Urata                                   |
| 7663 -              | 1994 RX1     | 2 tháng 9 năm 1994   | Palomar                 | E. F. Helin                                            |
| 7664 -              | 1994 TE3     | 2 tháng 10 năm 1994  | Kitami                  | K. Endate, K. Watanabe                                 |
| 7665 Putignano      | 1994 TK3     | 11 tháng 10 năm 1994 | Colleverde              | V. S. Casulli                                          |
| 7666 Keyaki         | 1994 VC1     | 4 tháng 11 năm 1994  | Sendai                  | K. Cross                                               |
| 7667 -              | 1995 BL3     | 29 tháng 1 năm 1995  | Nachi-Katsuura          | Y. Shimizu, T. Urata                                   |
| 7668 Mizunotakao    | 1995 BR3     | 31 tháng 1 năm 1995  | Oizumi                  | T. Kobayashi                                           |
| 7669 Malše          | 1995 PB      | 4 tháng 8 năm 1995   | Kleť                    | M. Tichý, Z. Moravec                                   |
| 7670 Kabeláč        | 1995 QJ      | 20 tháng 8 năm 1995  | Ondřejov                | L. Šarounová                                           |
| 7671 Albis          | 1995 UK1     | 22 tháng 10 năm 1995 | Kleť                    | Z. Moravec                                             |
| 7672 Hawking        | 1995 UO2     | 24 tháng 10 năm 1995 | Kleť                    | Kleť                                                   |
| 7673 Inohara        | 1995 UY3     | 20 tháng 10 năm 1995 | Oizumi                  | T. Kobayashi                                           |
| 7674 Kasuga         | 1995 VO1     | 15 tháng 11 năm 1995 | Kitami                  | K. Endate, K. Watanabe                                 |
| 7675 Gorizia        | 1995 WT5     | 23 tháng 11 năm 1995 | Farra d'Isonzo          | Farra d'Isonzo                                         |
| 7676 -              | 1995 WN8     | 18 tháng 11 năm 1995 | Nachi-Katsuura          | Y. Shimizu, T. Urata                                   |
| 7677 Sawa           | 1995 YP3     | 27 tháng 12 năm 1995 | Oizumi                  | T. Kobayashi                                           |
| 7678 Onoda          | 1996 CW2     | 15 tháng 2 năm 1996  | Kuma Kogen              | A. Nakamura                                            |
| 7679 Asiago         | 1996 CA9     | 15 tháng 2 năm 1996  | Cima Ekar               | U. Munari, M. Tombelli                                 |
| 7680 Cari           | 1996 HB      | 16 tháng 4 năm 1996  | Stroncone               | Stroncone                                              |
| 7681 Chenjingrun    | 1996 YK2     | 24 tháng 12 năm 1996 | Xinglong                | Chương trình tiểu hành tinh Bắc Kinh Schmidt CCD       |
| 7682 Miura          | 1997 CY19    | 12 tháng 2 năm 1997  | Oizumi                  | T. Kobayashi                                           |
| 7683 Wuwenjun       | 1997 DE      | 19 tháng 2 năm 1997  | Xinglong                | Chương trình tiểu hành tinh Bắc Kinh Schmidt CCD       |
| 7684 Marioferrero   | 1997 EY      | 3 tháng 3 năm 1997   | Prescott                | P. G. Comba                                            |
| 7685 -              | 1997 EP17    | 1 tháng 3 năm 1997   | Kushiro                 | S. Ueda, H. Kaneda                                     |
| 7686 Wolfernst      | 2024 P-L     | 24 tháng 9 năm 1960  | Palomar                 | C. J. van Houten, I. van Houten-Groeneveld, T. Gehrels |
| 7687 Matthias       | 2099 P-L     | 24 tháng 9 năm 1960  | Palomar                 | C. J. van Houten, I. van Houten-Groeneveld, T. Gehrels |
| 7688 Lothar         | 2536 P-L     | 24 tháng 9 năm 1960  | Palomar                 | C. J. van Houten, I. van Houten-Groeneveld, T. Gehrels |
| 7689 Reinerstoss    | 4036 P-L     | 24 tháng 9 năm 1960  | Palomar                 | C. J. van Houten, I. van Houten-Groeneveld, T. Gehrels |
| 7690 Sackler        | 2291 T-1     | 25 tháng 3 năm 1971  | Palomar                 | C. J. van Houten, I. van Houten-Groeneveld, T. Gehrels |
| 7691 Brady          | 3186 T-3     | 16 tháng 10 năm 1977 | Palomar                 | C. J. van Houten, I. van Houten-Groeneveld, T. Gehrels |
| 7692 Edhenderson    | 1981 EZ25    | 2 tháng 3 năm 1981   | Siding Spring           | S. J. Bus                                              |
| 7693                | 1982 WE      | 20 tháng 11 năm 1982 | Geisei                  | T. Seki                                                |
| 7694 Krasetín       | 1983 SF      | 29 tháng 9 năm 1983  | Kleť                    | A. Mrkos                                               |
| 7695 Přemysl        | 1984 WA1     | 27 tháng 11 năm 1984 | Kleť                    | A. Mrkos                                               |
| 7696 Liebe          | 1988 JD      | 10 tháng 5 năm 1988  | La Silla                | W. Landgraf                                            |
| 7697 -              | 1989 AE      | 3 tháng 1 năm 1989   | Chiyoda                 | T. Kojima                                              |
| 7698 Schweitzer     | 1989 AS6     | 11 tháng 1 năm 1989  | Đài quan sát Tautenburg | F. Börngen                                             |
| 7699 Božek          | 1989 CB4     | 2 tháng 2 năm 1989   | Kleť                    | A. Mrkos                                               |
| 7700 Rote Kapelle   | 1990 TE8     | 13 tháng 10 năm 1990 | Đài quan sát Tautenburg | F. Börngen, L. D. Schmadel                             |